# Arcturus (ARC)
Arcturus is het tweede livealbum van ARC. Het werd opgenomen tijdens de derde versie van het Hampshire Jam Festival gehouden eind 2004.  De organisator van dat festival was een andere artiest binnen de elektronische muziek, Steve Jenkins. De muziek is te omschrijven als elektronische muziek uit de Berlijnse School van Shreeves kant en ambient van Boddy; volgens Van Zyl had Shreeeve hier de overhand. De titelverdeling van het nummer Arcturus wijst daar ook op en doet nog denken aan het elpeetijdperk. De pioniers van de Berlijnse School (tangerine Dream en Klaus Schulze) hadden soms tracks van langer dan een elpeekant en moesten daarom hun nummer in tweeën knippen. Zowel Boddy en Shreeve zijn liefhebbers en bespelers van (analoge) synthesizers uit het tijdperk van de jaren 70. Het album verscheen in 1500 exemplaren. 

## Musici
- Ian Boddy, Mark Shreeve – synthesizers, elektronica

## Muziek
| Nr. | Titel      | Duur  |
| --- | ---------- | ----- |
| 1.  | Arcturus 1 | 21:06 |
| 2.  | Arcturus 2 | 24:09 |
| 3.  | Helicon    | 15:47 |